# Volkswagen Golf VII
Volkswagen Golf VII (type AU) er den syvende generation af den lille mellemklassebil Volkswagen Golf, som kom på markedet i efteråret 2012.
Produktionen begyndte i starten af august 2012, og bilen blev introduceret for offentligheden den 4. september 2012.
Bilen kom på markedet i hjemlandet Tyskland den 10. november 2012, og i Danmark en uge senere.
Golfs konkurrenter er bl.a. Alfa Romeo Giulietta, Citroën C4, Citroën DS4, Ford Focus, Opel Astra, Peugeot 308, Renault Mégane og SEAT León.
Golf VII blev valgt til Årets Bil i Europa 2013.

## Generelt
Golf VII er den tredje bilmodel bygget på Volkswagen-koncernens nye platform, som giver mere variabilitet ved forskellige typer drivlinjer. Med indføringen af MQB-platformen øges variabiliteten yderligere. Alt efter version nedsætter den variable platform vægten med 40 til 100 kg og øger benpladsen ved bagsædet med 1,5 cm og bagagerummets volume med 30 liter.
Med MQB-platformen har Volkswagen bedre mulighed for at udstyre bilen med forskellige motorer. Planlagt er motorerne fra forgængeren Golf VI med en effekt op til 220 kW/300 hk. De nyudviklede dieselmotorer opfylder Euro6-normen og har tre eller fire cylindre. Indbygningen af gasmotorer med tilhørende gastank skulle være muligt ligesom akkumulatorer i en kommende hybridudgave.
Golf VII er 4,26 m lang, hvilket er 5,6 cm længere end forgængeren.
Volkswagen oplyser, at Golf VII's egenvægt alt efter type er reduceret med op til 100 kg i forhold til en tilsvarende Golf VI. For eksempel er basisbenzinmodellens egenvægt faldet med 24 kg, 1,6 TDI BlueMotion Technology med 23 kg og 2,0 TDI BlueMotion Technology med 11 kg. Hvor bagagerummet efter fabrikantens opgivelser i normal tilstand kan rumme 380 liter (30 mere end Golf VI), er kapaciteten ved fremklappet bagsæde faldet til 1270 liter (35 mindre end Golf VI). ADAC oplyser, at bagagerummet i normal tilstand er 45 liter mindre end i forgængeren. Brændstoftanken er nu 5 liter mindre og rummer nu kun 50 liter (55 liter i de firehjulstrukne versioner).
Den 9. april 2013 startede produktionen af Golf GTI på fabrikken i Wolfsburg. Den første serieproducerede bil var en femdørs GTI Performance (169 kW/230 hk) i tornadorød.
Ligeledes i april 2013 begyndte produktionen af Golf VII Variant (stationcar) i Zwickau. De første biler blev leveret i slutningen af juli 2013.
- Bagfra
- Forlygte
- Baglygte
- Instrumentbræt
- Forlygte (Golf GTI)
- Volkswagen Golf Variant (2013−)
- Volkswagen Golf R (2013−)

## Tekniske data
Som standard har samtlige versioner start/stop-system, bremseenergigenvindingssystem, et 5" touchscreendisplay i midterkonsollen samt en multikollisionsbremse, som efter den første karambolage bremser bilen så meget ned, at den fortsat kan styres, men også så stærkt at en efterfølgende kollision om muligt afværges. Dieselmodellerne 1,6 TDI og 2,0 TDI kan bestilles med firehjulstrækket 4Motion.
I februar 2014 kom elbiludgaven e-Golf på markedet. e-Golf har tre forskellige køremodusser: Normal, ECO og ECO+. I disse begrænses elektromotorens effekt og bilens tophastighed forskelligt. Modellen har ligeledes en tretrins rekuperationsbremse. Rækkevidden ligger efter NEFZ-kørecyklussen på 190 km, og efter fabrikkens opgivelser på 130−190 km.
I august måned samme år kom med Golf GTE en plugin-hybrid med forbrændingsmotor og elektromotor på markedet. Efter NEFZ-kørecyklussen ligger den elektriske rækkevidde på 50 km, og den samlede rækkevidde på 939 km.
| Model                         | Cylindre | Ventiler | Slagvolume cm³ | Max. effekt kW (hk) / omdr.  | Max. drejningsmoment Nm / omdr. | Motorkode   | 0-100 km/t sek. | Topfart km/t | Byggeår         |
| ----------------------------- | -------- | -------- | -------------- | ---------------------------- | ------------------------------- | ----------- | --------------- | ------------ | --------------- |
| Benzinmotorer                 |          |          |                |                              |                                 |             |                 |              |                 |
| 1.2 TSI BlueMotion Technology | 4        | 16       | 1197           | 63 (86) / 4300 − 5300        | 160 / 1400 − 3500               | CJZB        | 11,9            | 179          | 8/2012 −        |
| 1.2 TSI BlueMotion Technology | 4        | 16       | 1197           | 77 (105) / 4500 − 5500       | 175 / 1400 − 4000               | CJZA        | 10,2            | 192          | 8/2012 − 4/2014 |
| 1.2 TSI BlueMotion Technology | 4        | 16       | 1197           | 81 (110) / 4800 − 6000       | 175 / 1400 − 4000               | CYVB        | 9,9             | 195          | 4/2014 −        |
| 1.4 TGI                       | 4        | 16       | 1395           | 81 (110) / 4600 − 5600       | 200 / 1500 − 3500               | CPWA        | 10,9            | 194          | 4/2013 −        |
| 1.4 TSI BlueMotion Technology | 4        | 16       | 1395           | 90 (122) / 5000 − 6000       | 200 / 1400 − 4000               | CMBA, CPVA  | 9,3             | 203          | 8/2012 − 4/2014 |
| 1.4 TSI BlueMotion Technology | 4        | 16       | 1395           | 92 (125) / 5000 − 6000       | 200 / 1400 − 4000               | CZCA        | 9,1             | 204          | 4/2014 −        |
| 1.4 TSI BlueMotion Technology | 4        | 16       | 1395           | 103 (140) / 4500 − 6000      | 250 / 1500 − 3500               | CHPA, CPTA  | 8,4             | 212          | 8/2012 − 4/2014 |
| 1.4 TSI BlueMotion Technology | 4        | 16       | 1395           | 110 (150) / 5000 − 6000      | 250 / 1500 − 3500               | CZEA, CZDA  | 8,2             | 216          | 4/2014 −        |
| 1.8 TSI                       | 4        | 16       | 1798           | 127 (173) / 4800 − 6200      | 250 / 1600 − 4200               |             | 7,6             | 209          | 6/2014 −        |
| GTI                           | 4        | 16       | 1984           | 162 (220) / 4500 − 6200      | 350 / 1500 − 4400               | CHHB        | 6,5             | 246          | 3/2013 −        |
| GTI "Performance"             | 4        | 16       | 1984           | 169 (230) / 4700 − 6200      | 350 / 1500 − 4600               | CHHA        | 6,4             | 250          | 3/2013 −        |
| R                             | 4        | 16       | 1984           | 221 (300) / 5500 − 6200      | 380 / 1800 − 5500               | CJXC        | 5,1             | 250          | 11/2013 −       |
| Dieselmotorer                 |          |          |                |                              |                                 |             |                 |              |                 |
| 1.6 TDI BlueMotion Technology | 4        | 16       | 1598           | 66 (90) / 2750 − 4800        | 230 / 1400 − 2700               | CRKA, CLHB  | 11,9            | 185          | 4/2013 −        |
| 1.6 TDI BlueMotion Technology | 4        | 16       | 1598           | 77 (105) / 3000 − 4000       | 250 / 1500 − 2750               | CLHA        | 10,7            | 192          | 8/2012 −        |
| 1.6 TDI BlueMotion Technology | 4        | 16       | 1598           | 81 (110) / 3200 − 4000       | 250 / 1500 − 3000               | CRKB        | 10,5            | 200          | 6/2013 −        |
| 2.0 TDI BlueMotion Technology | 4        | 16       | 1968           | 110 (150) / 3500 − 4000      | 320 / 1750 − 3000               | CKFC / CRMB | 8,6             | 216          | 8/2012 −        |
| GTD                           | 4        | 16       | 1968           | 135 (184) / 3500 − 4000      | 380 / 1750 − 3250               | CUNA        | 7,5             | 230          | 3/2013 −        |
| Elektromotor                  |          |          |                |                              |                                 |             |                 |              |                 |
| e-Golf                        |          |          |                | 85 (115) / 3000 − 12000      | 270 / 0 − 3000                  |             | 10,4            | 140          | 2/2014 −        |
| Hybrid                        |          |          |                |                              |                                 |             |                 |              |                 |
| GTE                           | 4        | 16       | 1395           | 110 (150) 75 (102) 150 (204) | 350                             |             | 7,6             | 217          | 8/2014 −        |

1. ↑  Kun for Nordamerika
2. ↑  2.0 TDI BlueMotion Technology: Maks. effekt for visse eksportlande 105 kW (143 hk)
3. ↑  Forbrændingsmotor
4. ↑  Elektromotor
5. ↑  Samlet effekt